# Leopold von Meyer
Leopold von Meyer (Baden bei Wien, 20 de desembre de 1816 - Dresden, 6 de març de 1883) fou un pianista i compositor alemany del Romanticisme.
Fou deixeble de Carl Czerny i Robert Fischhof, i des de 1835 va recórrer Europa donant concerts, en els que es feu aplaudir. El 1845 passà a Amèrica i a l'Havana en les seves classes tingué com alumne a Adolfo de Quesada, i, el 1847 s'establí a Viena.
Deixà diverses composicions per a piano.